# Esa diva
Esa diva (spanisch für „Diese Diva“) ist ein Lied der spanischen Sängerin Melodía Ruiz Gutiérrez und Alberto Lorite. Mit dem Titel trat Gutiérrez unter ihrem Künstlernamen Melody für Spanien beim Eurovision Song Contest 2025 in Basel an.

## Hintergründe
Mit dem Titel nahm Melody am Benidorm Fest 2025 teil, das als spanische Vorentscheidung zum Eurovision Song Contest gilt. Bereits im Dezember 2024 wurde ihre Teilnahme bestätigt. Sie konnte sich erfolgreich aus dem zweiten Halbfinale am 30. Januar 2025 für das Finale qualifizieren. Dieses konnte sie mit insgesamt 150 Punkten für sich entscheiden, wobei sie die Höchstpunktzahl vom Publikum erhielt.
Der Titel wurde von Gutierrez selbst mit Alberto Lorite geschrieben. Die ursprüngliche Version wurde von Joy Deb, Thomas G:son, Peter Boström und Juan Seiko produziert, sowie von Deb gemastert. Die für den Eurovision Song Contest überarbeitete Version wurde von Guillem Vila Borras und Red Triangle produziert.

## Inhaltliches

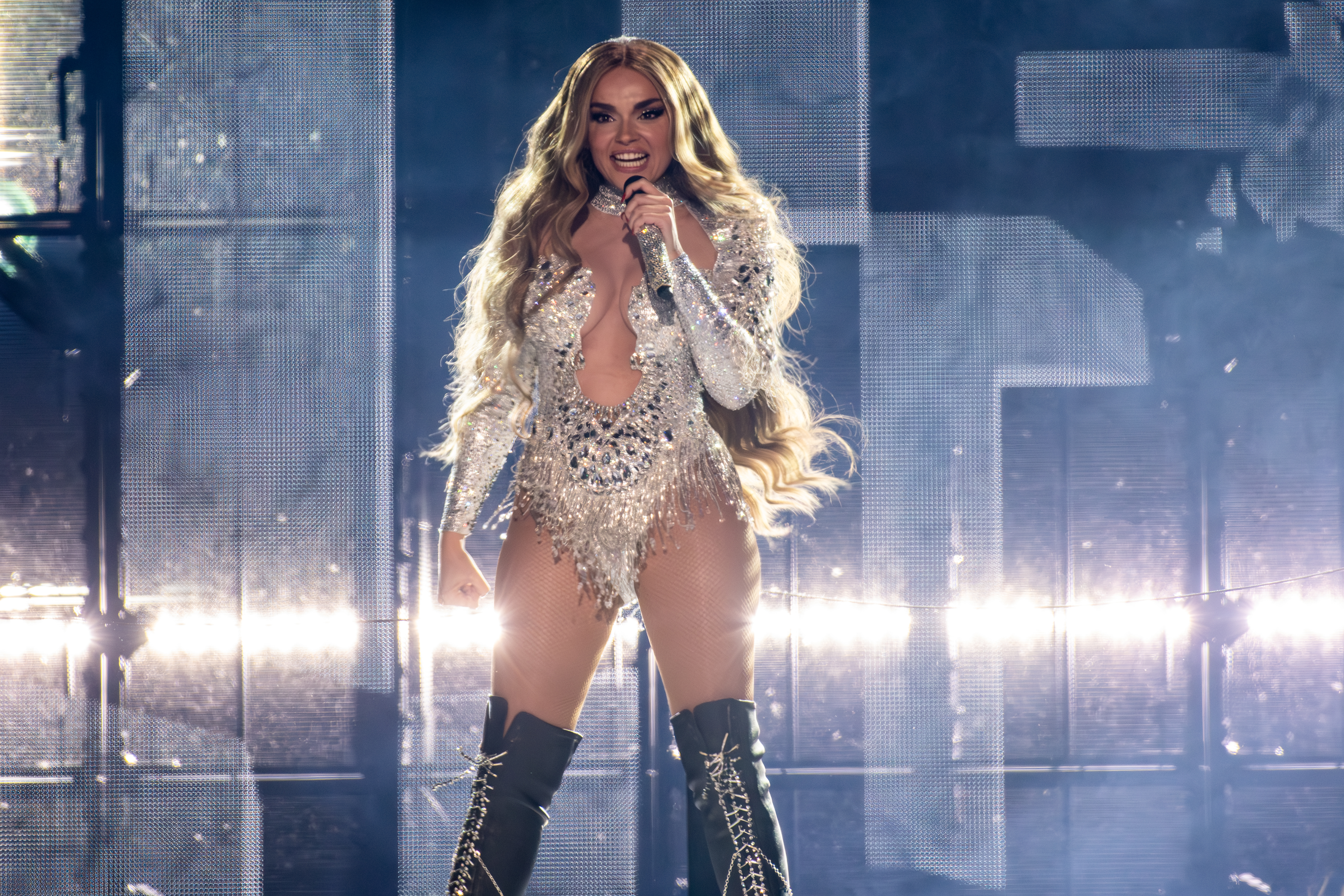
Melody singt Diva im ersten Halbfinale des Eurovision Song Contest

Das Lied enthält laut Aussage der Interpretin die Botschaft, sich bestärkt zu fühlen und sich „wie eine Diva“ zu fühlen. Der Titel hat zwei Strophen, die von einem Refrain mit zwei unterschiedlichen Pre-Choruses abgewechselt werden, bevor eine verkürzte Version des Refrains auf die Bridge folgt. Der Text spricht von einer „Diva, die mutig und mächtig“ („valiente, poderosa“) ist und deren Leben wie ein Garten mit Dornen und Rosen sei („Su vida es un jardín lleno de espinas y rosas“). In der zweiten Strophe werden eine Mutter und eine „Künstlerin ohne Lobby“ („artista sin cartel“) als Beispiele genannt.
Der Titel vereint Einflüsse aus der Elektromusik und dem spanischen Flamenco. Im Gegensatz zur Benidorm-Version beginnt die überarbeitete Version ruhiger mit Geigen. Nach einem kurzen Staccato setzt der Beat zum Pre-Chorus ein, der ebenfalls überarbeitet wurde. Der Beat ist im Gegensatz zur Originalversion deutlich elektronisch geprägt, während der 4-to-the-floor-Rhythmus erhalten geblieben ist. Eine weitere Rolle spielen vermehrte Einsätze von Background-Sängern, insbesondere in der Bridge, wo eine „Diva“-Zeile über mehrere Takte hinweg gesungen wird.

## Veröffentlichung
Das Lied wurde am 20. Dezember 2024 als Musikstream im Selbstverlag veröffentlicht. Im März 2025 veröffentlichte sie eine überarbeitete Version, die bei Altafonte erschien. Gleichzeitig erschien auch ein Musikvideo, das von Mario Ruiz gedreht wurde.

## Beim Eurovision Song Contest
Mit dem Titel nahm Spanien am Eurovision Song Contest teil. Als Mitglied der sogenannten „Big Five“ war das Land direkt für das Finale qualifiziert, das am 17. Mai 2025 stattfand. Die Bühnenshow wurde von Mario Ruiz geleitet, der das Musikvideo drehte. Von Startnummer 6 aus erreichte das Land 37 Punkte, was in einem 24. Platz resultierte.

## Rezeption
Carlos Marcos von El País kritisierte das generelle Niveau des Wettbewerbs und fasste Melodys Auftritt wie folgt zusammen: „Subtilität ist nicht Melodys Stärke und sie zeigt in jeder Sekunde, dass diese Diva das Markenzeichen Spaniens ist: ein andalusischer Hut, Kastagnetten, eine riesige Peineta… Das Lied, voller Klischees, klingt wie ein Latino-Popsong aus dem letzten Jahrzehnt.“

## Kommerzieller Erfolg

### Chartplatzierungen
| ChartsChartplatzierungen | Höchstplatzierung | Wochen |
| ------------------------ | ----------------- | ------ |
| Schweiz (IFPI)           | 40 (1 Wo.)        | 1      |
| Spanien (Promusicae)     | 2 (… Wo.)         | …      |

### Auszeichnungen für Musikverkäufe
| Land/Region          | Auszeichnungen für Musikverkäufe (Land/Region, Auszeichnung, Verkäufe) | Verkäufe |
| -------------------- | ---------------------------------------------------------------------- | -------- |
| Spanien (Promusicae) | Platin                                                                 | 100.000  |
| Insgesamt            | 1× Platin ·                                                            | 100.000  |